# Leitet
Koordinaten: 72° 14′ S, 1° 25′ O
Leitet ist eine vereiste Ebene im ostantarktischen Königin-Maud-Land. In der Sverdrupfjella liegt sie zwischen dem Vendeholten und der Vendehø.
Wissenschaftler des Norwegischen Polarinstituts benannten sie nach leiti, einer altnordischen Bezeichnung für eine Anhöhe.